# 高分子学会
公益社団法人高分子学会（こうえきしゃだんほうじん こうぶんしがっかい、英称：The Society of Polymer Science, Japan、略称：SPSJ）は、高分子化学に関連する諸分野の仕事をしている研究者・企業人・学生を主な構成員とする日本の学会である。対象が材料用途の多い高分子であるためか、企業に勤める会員が他の学会と比べ多いのが特徴である。米国では、化学会の部会として高分子が扱われている。

## 沿革
- 1941年（昭和17年） - 前身である財団法人日本合成繊維研究協会が設立。翌年に財団法人高分子化学協会と改称。
- 1951年（昭和26年） - 高分子化学協会が発展的解散。高分子学会設立。
- 1953年（昭和28年） - 社団法人認可。
- 2012年（平成24年） - 内閣府所管の公益社団法人化

## 活動
現在の会員数は約9,000名である。毎年5月に行われる年次大会と9月に行われる高分子討論会をはじめとする各種討論会・講演会を開催している。年次大会と高分子討論会の予稿集は、Polymer Preprints, Japanと書かれる。（米国化学会の高分子部会の予稿集は、Polymer Preprintsである）　ポリマー材料フォーラム（PMF）およびポリマーカレッジを本部行事として開催している。また、2年毎に国際学会SPSJ International Polymer Conferenceを主催している。また、下部組織として多くの支部・研究会が存在する。
会誌として「高分子」を、学術論文誌として和文誌「高分子論文集」（休刊中）および英文誌Polymer Journalを発行している。

### 年次大会
毎年5月に約3,000人の会員が参加して開かれ、1,500件を超える発表が行われる高分子学会最大の研究集会。科学・技術の最先端の研究報告・情報交換関連を目的とする。2021年で70回の開催回数となった。
日本各地の大規模な会議場などで開催されることが多い。
一般会員は口頭発表とポスター発表をすることが可能。口頭発表はおおよそ12分のプレゼンテーションとその後の2分の質疑応答からなる。

### 高分子討論会
毎年9月に開催される高分子学会第二の学術講演会。約1,500件以上の研究発表やレビュー、招待、受賞講演が行われる。年次大会よりも発表時間や討論時間が長く、その分野の研究内容をより深く理解することを目的としている。予稿原稿の枚数も多い。2021年で70回の開催回数となった。
年次大会が専用の会議場で開催されるのに対して、高分子討論会は大学を会場として使用することが多い（口頭発表は教室、ポスター発表は体育館などが利用される。食事・学生交流イベントなども大学生協や食堂を利用する。懇親会のみ近隣のホテルや会議場を利用することがある）。
一般会員は口頭発表とポスター発表をすることが可能。口頭発表はおおよそ15分のプレゼンテーションとその後の9分の質疑応答からなる。

## 歴代会長
1. 厚木勝基（1951年12月2日 - 1957年5月31日）
2. 星野敏雄（1957年6月1日 - 1961年5月26日）
3. 桜田一郎（1961年5月27日 - 1968年5月22日）
4. 祖父江寛（1968年5月23日 - 1971年5月26日）
5. 神原周（1971年5月27日 - 1974年5月20日）
6. 岩倉義男（1974年5月21日 - 1976年5月30日）
7. 古川淳二（1976年5月31日 - 1978年5月24日）
8. 中島章夫（1978年5月25日 - 1980年5月27日）
9. 鶴田禎二（1980年5月28日 - 1982年5月23日）
10. 植松市太郎（1982年5月24日 - 1984年5月29日）
11. 三枝武夫（1984年5月30日 - 1986年5月28日）
12. 高柳素夫（1986年5月29日 - 1988年5月26日）
13. 東村敏延（1988年5月27日 - 1990年5月29日）
14. 三田達（1990年5月30日 - 1992年5月26日）
15. 安部明廣（1992年5月27日 - 1994年5月24日）
16. 今西幸男（1994年5月25日 - 1996年5月27日）
17. 蒲池幹治（1996年5月28日 - 1998年5月27日）
18. 中浜精一（1998年5月28日 - 2000年5月29日）
19. 梶山千里（2000年5月30日 - 2002年5月29日）
20. 遠藤剛（2002年5月30日 - 2004年5月25日）
21. 岡本佳男（2004年5月26日 - 2006年5月25日）
22. 西出宏之（2006年5月26日 - 2008年5月29日）
23. 澤本光男（2008年5月30日 - 2010年5月27日）
24. 片岡一則（2010年5月28日 - 2012年5月30日）
25. 明石満（2012年5月31日 - 2014年5月28日）
26. 高原淳（2014年5月29日 - 2016年5月26日）
27. 中條善樹（2016年5月27日 - 2018年5月24日）
28. 加藤隆史（2018年5月25日 - 2020年6月10日）
29. 秋吉一成（2020年6月11日 - )